# Jacques-Guillaume Legrand
 (juillet 2013).
Si vous disposez d'ouvrages ou d'articles de référence ou si vous connaissez des sites web de qualité traitant du thème abordé ici, merci de compléter l'article en donnant les références utiles à sa vérifiabilité et en les liant à la section « Notes et références ».
Pour les articles homonymes, voir Legrand.
Jacques-Guillaume Legrand est un architecte et historien de l'architecture française, né à Paris le 9 mai 1753, et mort à Saint-Denis le 10 novembre 1807 .

## Biographie

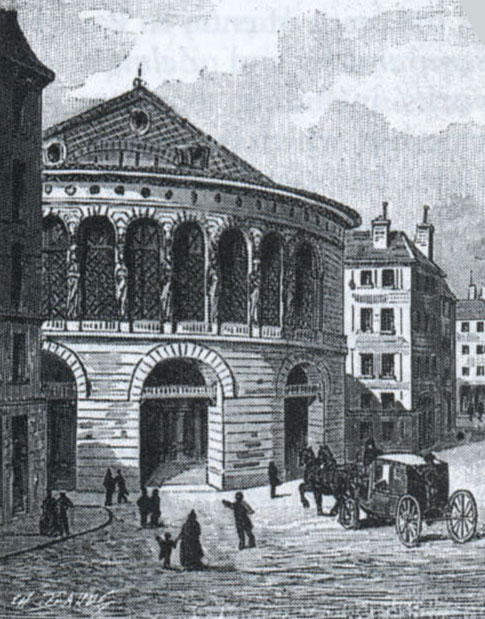
Le Théâtre Feydeau, une des réalisations de Jacques-Guillaume Legrand.

Jacques-Guillaume Legrand naquit à Paris le 9 mai 1753. Après avoir fait ses études au collège de Louis-le-Grand, il entra à l'École des ponts et chaussées, où se signalant par des dispositions peu communes, il fixa l'attention de Jean-Rodolphe Perronet, fondateur de cet établissement. Très jeune encore, il dut à ses succès rapides l'inspection des travaux du pont de Tours, et justifia la confiance de ceux qui lui avaient fait obtenir cet emploi. Ce fut à cette époque que Legrand, inspiré par l'amour des arts, se livra au goût dominant qui le portait surtout vers l'étude de l'architecture. 
Sans abandonner les Ponts-et-Chaussées, Legrand suivit les leçons de Jacques-François Blondel, professeur de l'Académie royale d'architecture, qui guida ses premiers pas dans cette vaste carrière. Ce fut à l'école de Blondel que Legrand et Jacques Molinos, dont les noms ont été depuis comme inséparables, se sont rencontrés et ont noué une amitié dont l'influence s'est fait sentir dans toutes les circonstances de leur vie et de leurs travaux. Après la mort de Blondel en 1774, Legrand suivit les leçons de Charles-Louis Clérisseau, qui sachant apprécier les talents et les qualités morales de son élève, se l'attacha par des liens indissolubles, en l'unissant à sa fille.
Il manquait à Legrand d'avoir vu l'Italie ; il en avait depuis longtemps communiqué le projet à M. Molinos. En 1785, les deux amis firent enfin, d'un commun accord, ce voyage tant désiré. Arrivé sur le sol italien, plein d'un esprit observateur, préparé d'avance à la vue des monuments qu'il venait examiner, Legrand en mesura plusieurs, en moula les détails les plus importants, et consigna ses remarques sur le livre d'Antoine Desgodets consacré à l'architecture italienne, dont il rectifia quelques erreurs.
Après avoir visité les temples de Pæstum, Legrand, toujours accompagné de Molinos, allait porter ses pas dans la grande Grèce, lorsqu'un ordre supérieur le rappela en France. De retour à Paris, il épousa le 28 avril 1789 Marie-Joséphine Clérisseau, fille du peintre et architecte Charles-Louis Clérisseau, Molinos étant l'un de ses deux témoins de mariage. 
Pendant le vingt années qui suivirent, il ne cessera de s'occuper d'architecture, soit pour le gouvernement, soit pour des particuliers, et de suivre en même temps son goût naturel pour l'érudition et la critique de l'art. Le ministre de l'intérieur lui confia la restauration des monuments de Paris et, dans le même temps, le préfet de Paris le nomma inspecteur en chef de la deuxième section des travaux du département.
Alors qu'il accomplissait depuis environ deux ans, à la demande du ministre de l'intérieur, la restauration de l'église de Saint-Denis afin d'y rétablir la sépulture des rois, il est mort à Saint-Denis le 10 novembre 1808. Il avait désiré que sa dépouille soit transporté dans la commune d'Auteuil, résidence habituelle de sa famille de son épouse. Les ouvriers des bâtiments de Saint-Denis se disputèrent l'honneur de porter son corps, et l'accompagnèrent, à pied, depuis Saint-Denis jusqu'au cimetière d'Auteuil. Avant le transport, un de ses amis, Quatremère de Quincy, membre de l'Institut, prononça sur son cercueil un discours funèbre. Il a été enterré au cimetière d'Auteuil

## Famille
Le 28 avril 1789, à Paris, il a signé son contrat de mariage avec Marie-Josèphe Clérisseau, fille de Charles-Louis Clérisseau et de Rosa Maria Teresa de L'Estache (née le 5 juin 1745, mariée le 1er décembre 1763), fille de Pierre de L'Estache. Parmi les témoins sont cités Jacques Molinos, l'associé de Legrand, Charles-Edme, licencié en droit curé de la paroisse de Leudeville, oncle maternel à la mode de Bretagne de la future épouse, qui était donc un fils d’Edme, frère du sculpteur Pierre de L’Estache. Il s'est marié le 12 mai à Auteuil. De cette union sont nés deux enfants, Rose-Marie-Charlotte (1788-1874) et Pierre-Victor-Édouard (1796-1841). Quatremère de Quincy a été nommé tuteur des deux enfants mineurs, le 19 novembre 1807, d'après l'inventaire après décès.

## Réalisations
Avec son ami et associé Jacques Molinos, il édifia la coupole en charpente de la Halle aux blés (dont est issue l'actuelle Bourse de commerce de Paris), qui démontrait les qualités de la charpente à petits bois conçue par Philibert Delorme au XVIe siècle (1782-1783). Cette réalisation fut très admirée, notamment par Thomas Jefferson, alors ministre des États-Unis à Paris. Sur le même principe, les deux architectes construisirent ensuite la Halle aux draps (1786, détruite en 1855). Sur la fin du XVIIIe siècle, le prince François-Xavier de Saxe l'employa pour faire des rénovations en son château de Chaumot. 
Il réalisa également le Marché des Innocents, le transport et la restauration de la fontaine des Innocents décorée par Jean Goujon, l'établissement de la cale où l'on construit les vaisseaux à Brest, le Théâtre Feydeau, la restauration de la décoration intérieure de l'Hôtel Marbeuf, le projet d'une salle pour l'assemblée législative, englobée dans l'église de la Madeleine dont la révolution empêcha l'exécution. Une maquette de ce dernier projet est exposée au musée de la Révolution française.
Après avoir visité l'Italie, de retour à Paris, Legrand et Molinos construisirent en 1789, pour eux-mêmes, deux immeubles rue Saint-Florentin où ils installèrent un « musée de l'ordre dorique ». Molinos et Legrand réaménagèrent également l'hôtel Marbeuf, 31, rue du Faubourg-Saint-Honoré, célèbre pour le raffinement de sa décoration polychrome dans le goût de l'Antiquité (détruit), et construisirent le Théâtre Feydeau pour la Comédie-Italienne (1789-1790, détruit) et la mairie d'Auteuil, en forme de temple grec (1792).
Legrand est réputé avoir contribué à la conception d'une villa aux États-Unis, Gore Place à Waltham, Massachusetts, bâtiment emblématique du style fédéral, construite pour Rebecca Amory Payne et son mari Christopher Gore, sénateur et gouverneur de l'État (1805).

## Publications
Legrand avait entrepris une Histoire générale de l'Architecture, ou Comparaison des Monuments de tous les âges chez les différents peuples, un travail immense qui devait former au moins trente volumes, mais qui est resté manuscrit et incomplet.
- D'Allemagne en Champagne : Xavier de Saxe (1730-1806), seigneur de Pont-sur-Seine, actes du colloque, 6 et 7 octobre 2006, textes réunis par Jean-Luc Liez, Troyes, Communauté de l'agglomération troyenne (CAT) et Archives de l'Aube, 2008. Programme
- Œuvres de Giovanni Battista et de Francesco Piranesi, sur l'architecture et les antiquités grecques et romaines, le texte italien revu et augmenté de notes par Visconti, et la traduction française faite par Legrand, Paris, 1800-1802, 20 vol. in-fol. Les tomes 6 et 9 n'ont point été publiés.
- Histoire abrégée de la ville de Nisme et de ses antiquités, Paris, 1804.
- Collection des chefs-d'œuvre de l'architecture des différens peuples, exécutés en modèles, sous la direction de L.-F. Cassas... décrite et analysée, par J.-G. Legrand, Paris : impr. de Leblanc, 1806, in-8.
- (avec Charles Paul Landon), Description de Paris et de ses édifices, Paris, Treuttel et Würtz, 1808, 2 vol. in-8.
- Essai sur l'histoire générale de l'architecture, pour servir de texte explicatif au Recueil et parallèle des édifices de tout genre, anciens et modernes, remarquables par leur beauté, par leur grandeur ou par leur singularité, par J. N. L. Durand, Paris, impr. de Gillé fils, an VIII-an IX, 2 vol. gr. in-folio – rééd. : Liège, Dom Avanzo et C., 1842.

## Source
- Jacques Guillaume Legrand, Essai sur l'histoire générale de l'architecture, 1809, 312 p.